# Cineclube
Cineclube é uma associação sem fins lucrativos que estimula os seus membros a ver, discutir e refletir sobre o cinema.
O cineclubismo surgiu nos anos 20 do século XX na França. No Brasil ele surge em 1929 com o Cineclube ChaplinClub no Rio de Janeiro.
Os cineclubes foram responsáveis pela formação cinematográfica de grandes cineastas, entre os quais se podem destacar Glauber Rocha, Cacá Diegues, Jean-Luc Godard e Wim Wenders.
Um dos primeiros cineclubes em Portugal foi o Cineclube do Porto. Posteriormente, ele chega a alguns lugares do país, como em Lisboa, Santarém, Tomar e Barreiro. 
No Brasil o Movimento Cineclubista experimenta um processo de intensa rearticulação resultando na reorganização do CNC - Conselho Nacional de Cineclubes Brasileiros, entidade cultural sem fins lucrativos, filiada à FICC - Federação Internacional de Cineclubes.